# Carl Peters (Schiff)
Die Carl Peters war ein nach dem deutschen Afrikaforscher Carl Peters benanntes Schnellbootbegleitschiff der deutschen Kriegsmarine.

## Vorgeschichte
Für ihre in wachsender Zahl in Dienst gestellten Schnellboote benötigte die Kriegsmarine entsprechend ausgerüstete Begleitschiffe für jede Flottille, die den Bootsbesatzungen als Unterkunft und den Booten als Kraftstoff-, Munitions-, Frischwasser- und Verpflegungsdepot dienten. Zunächst behalf man sich ab 1927 mit dementsprechend umgebauten alten Tender Nordsee, der 1934 durch die neu gebaute Tsingtau ersetzt wurde. Im Januar 1939 kam die Tanga als zweites Schiff hinzu. 1938 orderte die Kriegsmarine zwei weitere und erheblich größere S-Boot-Begleitschiffe, die Adolf Lüderitz und die Carl Peters.

## Bau und technische Daten
Die Carl Peters lief am 13. April 1939 bei der A.G. Neptun in Rostock vom Stapel und wurde am 6. Januar 1940 in Dienst gestellt. Sie war 114 Meter lang (103,6 m in der Wasserlinie) und 14,5 m breit, hatte 4,34 m Tiefgang und verdrängte 2900 Tonnen (standard) bzw. 3600 t (maximal). Zwei doppelwirkende MAN-Viertakt-Dieselmotoren mit Vulcangetriebe gaben ihr 12.400 PS und eine Höchstgeschwindigkeit von 23 Knoten. Der Aktionsradius betrug 12.000 Seemeilen bei 15 kn Marschgeschwindigkeit. Das Schiff war mit vier 10,5-cm-Geschützen, einer 4-cm-Bofors-Flak, sechs 3,7-cm-Flak und acht 2-cm-Flak bewaffnet. Die Besatzung zählte 225 Mann.

## Einsatzgeschichte
Bei seiner Indienststellung unter Kapitänleutnant Hinzke wurde das Schiff der 1. Schnellboot-Flottille zugeteilt, bei der bisher die Tsingtau in dieser Funktion gedient hatte. Schon im April nahm es mit fünf Booten der Flottille am Unternehmen Weserübung teil, wobei es im Rahmen der „Kriegsschiffgruppe 3“ an der Besetzung der norwegischen Hafenstadt Bergen beteiligt war. Dabei wurde die Carl Peters am Morgen des 9. April zunächst von einem Torpedo des alten norwegischen Torpedoboots Storm getroffen, der aber nicht explodierte und daher nur geringen Schaden anrichtete. Bald darauf kam der Verband unter Beschuss der Küstenbatterien bei Kvarven im Byfjord. Die Carl Peters erhielt einen Treffer im Mast, der zwar dem Schiff keinen großen Schaden zufügte, aber durch Splitter mehrere der eingeschifften Heeressoldaten tötete und verwundete. Auch der Leichte Kreuzer Königsberg und das Artillerieschulschiff Bremse erhielten Treffer; beide konnten nicht ohne Reparaturen den Rückmarsch antreten, und die Königsberg wurde schon am nächsten Tag durch britische Sturzbomber im Hafen von Bergen versenkt.
Nach der Besetzung von Bergen blieb die Carl Peters mit ihrer Flottille zunächst in Norwegen, wo die S-Boote in den Fjorden und entlang der Küste Patrouillen fuhren. Dann wurde die Flottille in die Nordsee und den Ärmelkanal verlegt. Im Mai 1941, in Vorbereitung auf den Angriff auf die Sowjetunion, ging es in die Ostsee. Im Frühjahr 1942 wurde die 1. Schnellboot-Flottille ins Schwarze Meer verlegt, und die Carl Peters, nun unter dem Befehl von Kapitänleutnant Reuthal, wurde der 6. und dann der 8. Schnellboot-Flottille zugeteilt. Am 1. September 1943 kam sie zur Schnellboot-Schulflottille. Als im April 1944 die Schnellboot-Lehrdivision aufgestellt wurde, kam die Carl Peters als Begleitschiff zur neuen 3. Schnellboot-Schulflottille.

## Ende
Am 10. Mai 1945, zwei Tage nach der deutschen Kapitulation, lief die Carl Peters in der Geltinger Bucht bei Flensburg auf eine Mine und sank.